# Gare de Voutré
Gare de Voutré – przystanek kolejowy w Voutré, w departamencie Mayenne, w regionie Kraj Loary, we Francji.
Jest przystankiem kolejowym Société nationale des chemins de fer français (SNCF), obsługiwanym przez pociągi TER Pays de la Loire kursujących między Le Mans, Laval i Rennes.